# Ariane à couronne azur
Saucerottia cyanocephala
Espèce
Statut de conservation UICN

 LC  : Préoccupation mineure
Statut CITES
L’Ariane à couronne azur (Saucerottia cyanocephala) est une espèce de colibris de la sous-famille des Trochilinae.

## Description
Le mâle a le haut de la tête bleu métallique brillant (variant du bleu-violet clair au bleu-verdâtre). L'arrière du cou, les scapulaires et le dessus de la couverture alaire sont vert-bronze métallique allant à l'olive légèrement nuancé de bronze-verdâtre ou vert-bronze sur le croupion, le dessus de la couverture caudale et la queue, la couverture caudale étant bordée d'une étroite bande plus pâle peu visible. La nuque est parfois teintée de bleu. Les rémiges sont sombres légèrement parées de violacé. La région suborbitale est vert-émeraude bleuâtre métallique aux plumes étroitement bordées de blanc. La région auriculaire et les côtés du cou sont principalement vert-bleuâtre métallique mai bleuâtre sur l'arrière. Les côtés de la poitrine sont vert-bronze métallique allant du vert-bronze plus terne à olive-verdâtre, les plumes légèrement bordées de blanc. Le menton, la gorge, la région malaire, la partie médiane de la poitrine, l'abdomen et la touffe de plumes sur le fémur sont blanc immaculé. Les sous-caudales sont gris-olive légèrement nuancées de bronze et bordées de blanc. Le bec est noir mat avec la mandibule blanchâtre à l'extrémité. L'œil est brun foncé et les pattes sombres ou noirâtres.

La femelle est similaire au mâle mais le haut de la tête est légèrement moins brillant ou plus verdâtre, parfois presque bleuâtre.

## Distribution
L’Ariane à couronne azur est présente au sud-est du Mexique, au Guatemala, au nord-est du Nicaragua, au nord-est du Honduras, au Salvador et au Bélize.

Carte de répartition de l'espèce

## Habitat
L'espèce fréquente les lisières de pinèdes, les brousailles, les jardins et les plantations.

## Sous-espèces
D'après la classification de référence (version 10.1, 2020) du Congrès ornithologique international, cette espèce est constituée des deux sous-espèces suivantes (ordre phylogénique) :
- S. cyanocephala cyanocephala (Lesson, R, 1830) ;
- S. cyanocephala chlorostephana Howell, TR, 1965.

## Référence
(en) « Neotropical Birds Online », Cornell Lab of Ornithology, 25 juillet 2011